# Свой (фильм)
«Свой» — советский детектив 1969 года режиссёра Леонида Аграновича.

## Сюжет
Следователь прокуратуры Сергеева ведёт дело своего коллеги — следователя Кошелева, обвиняемого в получении взятки.

## В ролях
- Алла Покровская — Татьяна Васильевна Сергеева, следователь прокуратуры
- Олег Ефремов — Павел Романович Кошелев, следователь, обвиняемый во взяточничестве
- Галина Волчек — Зоя Ивановна Мамонова, жена осуждённого жулика
- Владимир Муравьёв — Захар Дмитриевич Мамонов, осуждённый жулик-строитель
- Пётр Константинов — Олимпий Дмитриевич (Липа), старший брат Мамонова из Саратова
- Алексей Ковалёв — Борис Мамонов, сын Мамоновых
- Ирина Дёмина — Мила Таран, подруга Бориса Мамонова, физик-лаборант
- Евгений Евстигнеев — Георгий Ефимович, парторг, учёный-физик
- Евгения Уралова — Ирина Кошелева
- Юрий Горобец — Иван Михайлович Брагин, прокурор города
- Светлана Коновалова — соседка Мамоновой
- Валентина Ушакова — секретарь
- Ия Маркс — архивариус
- Игорь Безяев — ответственный по оружию
- Герман Качин — Расторгуев

Сценарий написан режиссёром с помощью друга и соавтора А. Л. Шпеера, который был следователем и всю жизнь проработал в московской прокуратуре.
Исполняющие роли обвиняемого и следователи — актёры Ефремов и Покровская — на момент съёмок фильма — муж и жена.

## Критика
Весь ход сюжета в фильме «Свой» подчинен одной задаче — реабилитации несправедливо обвиненного, которая совершается несмотря на то, что реабилитируемый не только не помогает, но мешает следствию. […] Здесь автор не только на страже законности, он — за воспитание человека, за воспитание правдой, за пропаганду правды, за то, чтобы люди ее не боялись и в нее верили. Фильмы Аграновича — не просто отклонение от детективного жанра, скорее это антидетективы, ибо в них противоположные цели и задачи. Главное для автора — не процесс расследования преступления, но воссоздание социальных корней, обстановки, в которой произошло преступление, психологии людей.— сборник «Вопросы киноискусства», № 15, 1974
Фильм демонстрировался в Прокуратуре СССР и, по словам режиссёра, был доброжелательно принят следователями.
В 2016 году кинокритик Татьяна Москвина характеризовала фильм как «очень приличный советский детектив».